# Szagara Szanoszuke
Szagara Szanoszuke (相楽 左之助; Hepburn: Sagara Sanosuke) egy kitalált szereplő Vacuki Nobuhiro Ruróni Kensin című manga és anime sorozatában. Barátai Szanónak becézik. Mivel Vacuki nagy rajongója a Sinszenguminak, ezért Szanoszukét is a szervezet egyik tagjáról mintázta, Harada Szanoszukéról.
Szanoszuke a sorozatban legelőször mint Himura Kensin ellenlábasa tűnik fel, aki az egykori hitokirin akarja megbosszulni a Szekihótai nevű szervezet elpusztítását, melynek egykor maga is a tagja volt. A sorozat további részében már Kensin oldalán harcol az ellenségei ellen, mert felismeri benne egykori vezetőjének és mintaképének, Szagara Szózónak a jellemvonásait.
Szanoszuke szerepel az animesorozaton alapuló mozifilmben, az egyik OVA-sorozatban és mindegyik Kensin videójátékban. Szanoszuke igencsak népszerűvé vált a rajongók körében, hisz valamennyi népszerűségi szavazásra bejutott. Számtalan, a szereplőt ábrázoló reklámtermék is készült, mint például kulcstartók, figurák és plüssök.

## A szereplő megalkotása és az alapelgondolás
Szanoszuke egyike volt azoknak a szereplőknek, melyeket Vacuki utoljára talált ki a sorozat indulása előtt. A rajzoló Kensin barátjának szánta Szanoszukét a kezdetektől fogva, aki nem rest felpofozni társát, ha az szomorkodni kezd. Bár egyike a sorozat legfontosabb karaktereinek, Vacuki mégis úgy érezte, hogy nem írt róla eleget. Még az is megfordult a fejében, hogy érdekes lenne róla elnevezni a mangát, és főszereplővé előléptetni.
A szereplő külső megjelenéséhez Obata Takesi Masin Bóken Tan Lamp-Lamp című mangájának Lamp nevű szereplője szolgált alapul. Vacuki asszisztensként dolgozott Obata mangáján, és a szereplőhöz készített vázlatokat lejegyezte az eredeti szerző áldásával. Vacuki látta Siba Rjótaró Harada Szanoszuke változatát, és elnyerte a tetszését. Annyira, hogy úgy döntött, fel fogja használni. Saját bevallása szerint Szanoszuke tüskés haja a legfurcsább elem, amit valaha megrajzolt.
A Súeisa 2006. júliusában adta ki a mangasorozat kanzenban változatát. Az ötödik kötetbe Vacuki Kensinhez és Jahikóhoz hasonlóan Szanoszukéhoz is rajzolt új karaktervázlatot. Hogy kifejezze gyűlöletét a Meidzsi-kormány iránt, Szanoszuke a dzsekije hátuljára rajzolta fel a japán aku kandzsit (惡), mely szó szerinti fordításban azt jelenti: „gonosz”. Az újrarajzolt változatban Szanoszuke a hátára tetoválva viseli a kandzsit. Az mangával ellentétben, ahol Szanoszuke egy túlméretezett zanbatót használt, Vacuki egy jóval autentikusabb zanbatót rajzolt neki: kard vékonyabb és hosszabb. Rajzolt rá egy páncélszerű ruhát is, hogy jobban emlékeztessen egy harcosra.
A Ruróni Kensin animesorozatban Vacuki szereplőjének Ueda Júdzsi kölcsönözte a hangját. Az angol nyelvű változathoz a Media Blasters Lex Langot kérte fel szinkronhangnak. Clark Cheng, az anime angol fordítója megjegyezte, hogy Szanoszuke karaktere jóval okosabbnak tűnik az anime első epizódjaiban, mint ahogy azt szerette volna. Ezért a későbbiekben igyekezett a szereplő szövegét a japánhoz hasonlóan kevésbé intelligenssé formálni, hogy autentikusabb legyen.

## A szereplő ismertetése

### Kapcsolatai és személyisége
Szanoszuke 1860-ban született, Naganóban, egy földműves család elsőszülötteként, akit két lánygyermek követett. Szanoszuke édesapjától, Kamisimoemon Higasidanitól örökölte a csatákban is látható, emberfölötti állóképességét. A fiatal Szanoszukét hamar magával rántották a forradalmi eszmék, és hátrahagyva családját csatlakozott Szagara Szózóhoz, és az önkéntesekből álló, hazafias nézeteket valló Szekihótai nevű sereghez. Apjával való kapcsolata ekkor rendezhetetlenül megromlik, különösen, miután Higasidani rájön, hogy fia ledobta magáról vezetéknevét, és parancsnoka iránti tisztelete jeléül felvette a „Szagara” nevet.
Öröme nem tart sokáig. A Szekihótai tevékenységét a későbbi Meidzsi-kormányt kialakító Isin-hazafiak nem nézték jó szemmel. Az adóreformot, amit ígértek, mely szerint minden paraszt adósságát eltörlik, a kormány nem akarta betartani, így csalónak kikiáltva a Szakihótait, lemészárolták a legtöbbjüket, rájuk fogva az adóreform sikertelenségét. Szanoszuke egyike a kevés túlélőnek, aki visszavonhatatlanul meggyűlölte a Meidzsi-kormányt, és az Isin-hazafiakat. Ekkor határozta el, hogy Tokióba költözik, és felcsap verőlegénynek, aki minden csatában a kihívást keresi.
Az elkövetkezendő tíz évben kivívta magának a város egyik legjobb, alkalmazható harcosának címét. Lemészárolt barátai emlékére viseli az aku jelet a hátán, hogy sose feledje el a Szekihótait. Szanoszuke a megtermett kardja, egy zanbató után kapta a becenevét: Zanza (斬左), avagy „Zanbatós Szanoszuke”. A pengének nincs éle, ezért Szanoszuke arra használja, hogy ellenfelei csontját zúzza össze vele. A kardot Himura Kensin pusztítja el, akiben Szanoszuke egykori vezetőét kezdi észrevenni.

### A sorozatban való szereplésének áttekintése
Szanoszuke a manga első kötetében bukkan fel, mint a kihívásokat kereső, felbérelhető verőlegény. A Kensin által korábban legyőzött Hiruma fivérek bérelik fel őt, hogy helyettük győzze le az egykori hitokirit. Először barátjaként tekint Kensinre, majd miután tudomást szerez a múltjáról, felizzik benne az Isin hazafiak ellen érzett gyűlölete, és párbajra hívja. Kettejük harcában alulmarad. Nem sokkal az ájulása előtti pillanatban veszi észre, hogy mennyire emlékezteti őt Kensin egykori kapitányára, Szagara Szózóra. A harc után Kensin barátja lesz, akit több harcba is elkísér.
Együtt néznek szembe az őrült orgyilkossal, Udó Dzsin-ével, aki megsebesíti Szanoszukét. Kensin, Jahiko és Szanoszuke mennek megmenteni Takani Megumit Takeda Kanrjútól és az általa felbérelt Onivabansú tagjaitól. Egy alkalommal majdnem Kensin ellen fordul, mikor barátja és néhai bajtársa, Cukioka Kacuhiro robbantást tervez a kormány palotája ellen. Mikor Kensin felkerekedik, hogy legyőzze Sisio Makotót, Szanoszuke rögtön utánaindul, hogy segítsen neki. Útja során találkozik a megtévedt szerzetessel, Júkjúzan Andzsival, akitől elsajátítja a Futae no kivami nevű technikát. Kiotóban segít Kensinnek és Szaitó Hadzsimének megállítani Sisiót a „nagy kiotói tűzvész” terv végrehajtásában. Mikor Sisio kihívja a triót, akkor arra kényszerül, hogy megütközzön Andzsival, akit sikerül észhez térítenie. Végignézi Kensin és Szeta Szódzsiró összecsapását, majd megpróbál segíteni Kensinnek Sisio legyőzésében, de nem bír a kegyetlen harcossal. Sisiót végül a lángok pusztítják el.
A történet utolsó szakaszában Szanoszuke célpontjává válik a Kensint tönkretenni akaró Jukisiro Enisi bandájának. Kaoru látszólagos meggyilkolása után megpróbál lelket önteni Kensinbe, sikertelenül. Miután Kensin elhatározza, hogy megmenti Kaorut, Kensinnek, Szaitóval, Jahikóval és Aoisival együtt szállnak harcba Enisi embereivel, majd miután legyőzték őket, Kensin megvív magával Enisivel. Enisi alulmarad, és miután megmentette Kaoru életét, megadja magát. A manga végén felkerekedik, hogy körbeutazza a világot. Az utolsó fejezetekben bukkan fel egy általa írt levél, melyben tudatja barátaival, hogy találkozni akar velük, ezért visszatér Japánba.

### Képességei és készségei
Szanoszuke utcai harcosként remekül feltalálja magát az ütközetekben, legjobb képessége azonban mégis az elképesztő fizikai állóképessége. Kensin több technikát is bevetett a harcos ellen, mikor megküzdött vele, de egyik sem volt képes őt kiütni. A csata után Kensin szövetségeseként a pusztakezes technikákra koncentrál, mert zanbatóját Kensin szakabatója kettétöri. Szanoszuke küzdőstílusa az állóképességére épít, ugyanis nem hajlandó védekezni. Az ellenfelek ütéseit strapabíró testével fogja fel, ő maga pedig többszörös erővel üt vissza.
Júkjúzan Andzsitól elsajátítja a Futae no kivami (二重の極み; Kétréteges ökölcsapás) nevű technikát, melynek megtanulása kis híján a halálával végződik. A támadás ereje abban rejlik, hogy a használó akkora erővel sújt le ellenfelére, mintha egyszerre kétszer ütné meg, elérve ezzel a duplázott rétegű hatást. A technika használata azonban jóval korlátozottabban jelenik meg nála, mint a mentoránál. Míg Andzsi a teste minden végtagjával képes emberfeletti erővel megütni valamit, Szanoszuke gyakorlás és tapasztalat híján csak a jobb öklét képes használni. A későbbiekben Szanoszuke – a többi szereplőhöz hasonlóan – továbbfejleszti a tanultakat, és megtöbbszörözi a Futae no kivami hatását.

## Megjelenése a manga- és animesorozaton kívül

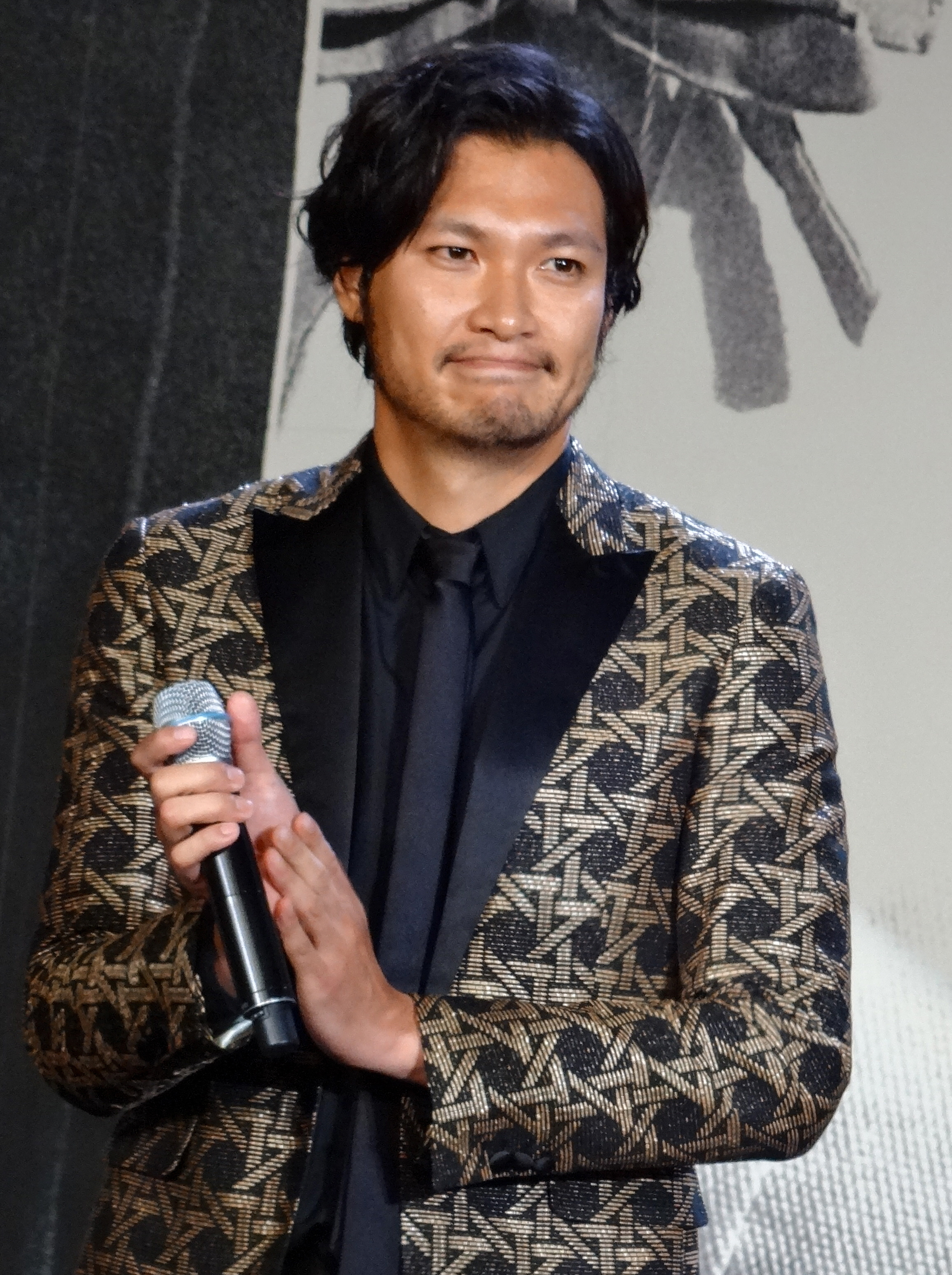
Aoki Munetaka

A Ruróni Kensin: Isin sisi e no Requiem című mozifilmben Szanoszuke segít legyőzni a bosszúszomjas szamurájt, Takimi Sigurét, aki szeretné megdönteni a Meidzsi-kormányt.  Az OVA epizódokban a készítők emberibb külsőt és jóval érzelmesebb jellemet adtak neki. A Ruróni Kensin: Szeiszóhen című OVA-ban Szanoszuke rátalál a sebesült Kensinre, és hazaviszi Kaoruhoz, majd hozzáfűzi, hogy ezek lesznek az utolsó együtt töltött pillanataik. Szanoszuke játszható karakter a legtöbb Ruróni Kensin témájú videójátékban, de nem mindig szerepel együtt a Kensinnel. A Jump Ultimate Stars, Jump Super Stars és a Jump Super Stars című játékban feltűnik, de nem játszható karakterként.
Az élőszereplős filmsorozatban Aoki Munetaka alakítja.

## Kritikák és a szereplő megítélése
A Ruróni Kensin rajongói között Szanoszuke nagyon népszerűnek bizonyult. Minden egyes, Ruróni Kensinre vonatkozó Sónen Jump karakter-szavazáson a második helyet érte el, és az ötödik helyet foglalta el a Kensin ellenségei listán. Népszerűsége miatt több őt ábrázoló reklámtermék is készült, például plüss, dísz- és akciófigurák, csuklószorítók és kulcstartók.
Vacuki csalódott volt, amiért nem a hangoskönyvben hallható Szeki Tomokazu és Ogata Megumi kapták meg Szanoszuke és Kensin szerepét az animesorozatra. Ueda, Szanoszuke szeijúja úgy nyilatkozott, hogy mikor az OVA-sorozatban kellett Szansozukét szinkronizálnia, adódtak nehézségei, mert már régen szinkronizálta a karaktert, aki azóta öregedett is. Azt mondta, szeretett volna több harcot látni, melyekben Szanoszuke részt vesz, de örült, hogy az általa megformált figura érettebb, felnőttesebb lett. Lex Lang, aki Szanoszuke angol szinkronhangja az animesorozatban, úgy nyilatkozott, hogy az első benyomásai alapján Szansozukét egy  harc-orientált szereplőnek látta, akit a haragja vezérel, de a történet előre haladtával egyre barátságosabb, szerethetőbb lett. Mivel a  hangszíne szinte teljesen eltér Uedáétól, Lang megpróbálta a saját játékával feldobni Szanoszukét. Lang megjegyezte, hogy a huszonkettedik epizód egyik jelenetében, ahol Szanoszuke megijed egy vonattól, mert azt hiszi, hogy az egy démon, a felvétel legélvezetesebb pillanata volt számára. Úgy nyilatkozott, hogy „elnevette magát jó párszor”.
Rengeteg anime és mangakritikus írt jót és rosszat Szanoszuke jellemértől. Az Anime News Network azt írta, hogy Kensin és Szanoszuke első összecsapása egy sztereotipikus harcjelenet az akciósorozatokban, melyben kiderül a két szereplő közötti különbség erőben és mentalitásban. A felcsendülő zenéből pedig azonnal rá lehet jönni, hogy Kensin fog győzni. A SciFi.com szerint Szanoszuke kitűnő humorforrás, megjelenése alapján pedig egy videójáték-ikonra emlékezteti a nézőket. Azonban azt is írta, hogy Szanoszuke „tragikus sorsú szereplő néha ügyefogyott viselkedése, de a mögötte rejlő szándék nemes” típusú karakter, de mindezek ellenére nem tudta túltenni magát soha a Szekihótai pusztulásán, és saját magát tartja bűnösnek emiatt. A Mania Entertainment dicsérte Szanoszuke jellemét és jellemfejlődését, ahogy ellenségből Kensin bajtársává, és egyik legjobb barátjává válik. A Szeiszóhen című OVA-ban lévő új dizájnt Mike Crandol az Anime News Networktől „elég furának” nevezte, mert „az eredeti dizájnja túlságosan rajzfilmszerű ahhoz, hogy egy így át lehessen változtatni új stílusúra”, mely alatt „realisztikusabb megjelenést” értett.

## Fordítás
Ez a szócikk részben vagy egészben  a   Sagara Sanosuke című angol Wikipédia-szócikk fordításán alapul.  Az eredeti cikk szerkesztőit annak laptörténete sorolja fel. Ez a jelzés csupán a megfogalmazás eredetét és a szerzői jogokat jelzi, nem szolgál a cikkben szereplő információk forrásmegjelöléseként.